# Mucuna platyphylla
Mucuna platyphylla är en ärtväxtart som beskrevs av Asa Gray. Mucuna platyphylla ingår i släktet Mucuna och familjen ärtväxter. Inga underarter finns listade i Catalogue of Life.